# Горулёв, Владимир Фёдорович
Влади́мир Фёдорович Горулёв (19 февраля 1930, Пазушино, Ивановская Промышленная область — 10 августа 2010, Ярославль) — советский партийный и государственный деятель, первый секретарь Ярославского городского комитета КПСС (1974—1979), председатель исполнительного комитета Ярославского областного Совета народных депутатов (1985—1990).

## Биография
Владимир Фёдорович Горулёв родился 19 февраля 1930 года в селе Пазушино (ныне — Ярославского района Ярославской области) в рабочей семье. Отец участвовал в Первой мировой и Гражданской войнах, прядильщик на фабрике «Красный перевал»; мать работала на заводе п/я 1021 (№ 151, ныне — ЗАО «Ярославль — Резинотехника»).
В 1942 году пошёл работать в колхоз пастухом, возчиком на быках, разнорабочим. В 1945 году, окончив семилетнюю школу, поступил в Ярославский автомеханический техникум, который окончил по специальности «техник-технолог инструментального производства» в 1949 году.
Был направлен на Ярославский автомобильный завод, где проработал до 1952 года технологом, мастером, старшим мастером в инструментально-штамповом корпусе. 13 лет работал на заводе п/я 1021 цеховым механиком, секретарём комитета комсомола, заместителем секретаря, секретарём парткома завода, с 1964 года главным механиком. Выступал за футбольную команду завода на первенствах города, области, РСФСР (зональные турниры). Играл в заводском духовом оркестре первым альтом. В 1960-х годах окончил Всесоюзный заочный финансовый институт.
В 1965 году был избран первым секретарём Заволжского райкома партии. При нём начинаются интенсивная застройка района, развитие жилищной, социальной, транспортной инфраструктуры. С 1970 года второй секретарь Ярославского горкома КПСС. С 1974 года первый секретарь Ярославского горкома КПСС. С 1979 по 1985 год второй секретарь Ярославского обкома КПСС. С 1985 по 1990 год — председатель исполнительного комитета Ярославского областного Совета народных депутатов. При его активном участии были достигнуты успехи в жилищном строительстве, социальной сфере, отраслях народного хозяйства, велось строительство зданий политехнического института и университета, театра юного зрителя, речного вокзала, ЦНТИ, областной, 7-й, 5-й и 3-й детской больниц, заводов «Машприбор» и дизельной аппаратуры, Октябрьского моста через Волгу, проведение трамвая в Брагино, реконструкция стадиона «Шинник».
С 1990 года на пенсии. Находясь на пенсии, до 2002 года работал начальником 2-го отдела облисполкома, позднее — Администрации Ярославской области.
Делегат XXV и XXVI съездов КПСС, XIX партийной конференции (1988). Депутат Верховного Совета РСФСР (1980—1990): в первом созыве — член планово-бюджетной комиссии, во втором — председатель комиссии по жилищному и городскому хозяйству. Член Общественной палаты города Ярославля.
Жена — терапевт Больницы им. Н. В. Соловьёва Зоя Семёновна Горулёва. Трое детей, пятеро внуков. Увлекался военной историей.
Владимир Фёдорович Горулёв умер 10 августа 2010 года в Ярославле. Похоронен 12 августа в родном селе.

## Награды
- Государственные награды: орден Октябрьской Революции, два ордена Трудового Красного Знамени, орден «Знак Почёта», медаль «За безупречную службу».[1]
- Звание «Почётный гражданин города Ярославля» (1995).